# Pana (Illinois)
Pour les articles homonymes, voir Pana.
Pana (prononcer /peɪnə/) est une ville du comté de Christian, situé dans l'Illinois, aux États-Unis. 
La population atteignait 5 614 habitants au recensement de l'année 2000.